# Múzeum mesta Bratislavy
Múzeum mesta Bratislavy bylo založeno v roce 1868 a je nejstarším muzeem s nepřetržitým provozem na Slovensku. Vzniklo z iniciativy Bratislavského okrášľovacieho spolku a měšťana Heinricha Justiho. V roce 1923 přešlo muzeum do správy bratislavského magistrátu jako součást vědeckých ústavů města Bratislavy. Od roku 1953 je muzeum samostatnou institucí, s výjimkou let 1959–1960, kdy bylo součástí Vlastivedného ústavu mesta Bratislavy.
Činnost muzea je zaměřena na dokumentaci a prezentaci dějin Bratislavy. Sbírky dokumentují dějiny města prostřednictvím archeologických nálezů, památek řemeslné činnosti a průmyslu, vinařství, kulturního a společenského života, ale i etnologie, dějin farmacie a numismatiky. Zaměření muzea prezentují také jednotlivé expozice, z nichž mnohé jsou umístěny v architektonicky cenných, památkově chráněných budovách. Muzeum nabízí návštěvníkům 9 stálých expozic, které jsou umístěny především v historickém centru města (Staré Mesto) – mimo něj se nachází hrad Devín a Múzeum Antická Gerulata v Rusovcích.

## Seznam expozicí
- Expozice dějin města
- Expozice vinařství
- Expozice historických interiérů
- Expozice farmacie
- Expozice zbraní – nachází se v Michalské bráně na Starém Městě
- Expozice hodin – nachází se v Dome dobrého pastiera v Židovské ulici na Starém Městě
- Expozice o životě Johanna Nepomuka Hummela – nachází se v rodném domě Johanna Nepomuka Hummela v Klubučnícké ulici
- Expozice o životě Arthura Fleischmanna – nachází se v Biele ulici na Starém Městě
- Expozice o životě Janka Jesenského – nachází se v bytě Janka Jesenského na Somolického ulici
- Expozice antické gerulaty – nachází se v Rusovcích
- Expozice archeologických nálezů – nachází se na hradě Devín